# Тибет, Картал
Картал Тибет (27 марта 1939, Анкара — 2 июля 2021, Стамбул) — турецкий актёр и режиссёр.

## Биография
Родился 27 марта 1939 года в Анкаре в семье школьных учителей. В детстве Картал, вопреки воле отца, видевшего сына юристом, хотел стать инженером или архитектором.
Ещё во время учёбы в школе принимал участие в любительских постановках. После этого получил работу в детском театре. Помимо этого, увлекался спортом, во время учёбы в Анкарском колледже входил в состав баскетбольной команды.
Когда будущему режиссёру было 14 лет, его родители развелись и Карталу пришлось жить в общежитии при Анкарском колледже. Окончив колледж поступил в Анкарскую консерваторию, после окончания которой работал в государственном театре Анкары. Среди его были коллег были Бозкурт Куруч, Эргин Орбей и Ондер Алкым. Картал принимал участие в создании частного театра «Meydan» (Площадь). В нём он поставил 4 пьесы.
По предложению Суата Ялаза Картал Тибет сыграл заглавную роль Караоглана в фильме «Karaoğlan: Altay’dan Gelen Kahraman», сюжет которого был основан на произведении Ялаза. Фильм оказался коммерчески успешным и принёс Карталу первую широкую известность. После этого он сыграл в фильме «Tarkan». Роли в этих фильмах и их сиквелах сделали Картала Тибета одним из самых популярных актёров того времени. Его слава была сравнима с такими звёздами, как Джунейт Аркын, Гёксель Арсой и Эдиз Хун.
Картал Тибет — актёр широкого профиля, он исполнял роли в фильмах различных жанров. Всего в течение своей актёрской карьеры Картал сыграл более чем в 120 фильмах. С 1976 года Картал Тибет начал сам снимать фильмы. Первый же снятый им в сотрудничестве с Эртемом Эгилмезом фильм «Tosun Paşa» (Тосун-паша), оказался успешным и прославил Картала Тибета в качестве режиссёра.
В качестве режиссёра тесно сотрудничал с актёром Кемалем Суналом, который сыграл более чем в 20 из 80 фильмах Картала.